# Exafroplacentalia
Exafroplacentalia (syn. Notolegia) – hipotetyczny klad ssaków żyworodnych.
Pierwsi przedstawiciele Exafroplacentalia pojawili się ok. 110-115 mln lat temu.

## Systematyka filogenetyczna
- Szczep: łożyskowce (Eutheria)
  - Grupa: afrotery (Afrotheria)
  - Klad: Exafroplacentalia
    - Grupa: Xenathra
      -         - Rząd: szczerbaki (Pilosa)

  - Klad: Boreoeutheria
    - Grupa: Euarchontoglires
      - Nadrząd: Glires
        - Rząd: zajęczaki (Lagomorpha)
        - Rząd: gryzonie (Rodentia)

      - Nadrząd: euarchonty (Euarchonta)
        - Rząd: wiewióreczniki (Scadentia)
        - Rząd: latawce (Dermoptera)
        - Rząd: naczelne (Primates)

    - Grupa: Laurasiatheria
      -         - Rząd: nietoperze (Chiroptera)
        - Rząd: Soricomorpha
        - Rząd: Erinaceomorpha
        - Rząd: nieparzystokopytne (Perissodactyla)

      - Nadrząd: Cetartiodactyla
        - Rząd: walenie (Cetacea)
        - Rząd: parzystokopytne (Artiodactyla)

      - Nadrząd: Ferae
        -           - Nadrodzina: Miacoidea

        - Rząd: drapieżne (Carnivora)
        - Rząd: łuskowce (Pholidota)
        - Rząd: †pradrapieżne (Creodonta)

      - Nadrząd: Meridiungulata
        - Rząd: piroteria (Pyrotheria)
        - Rząd: astrapoteria (Astrapotheria)
        - Rząd: †notoungulaty (Notoungulata)
        - Rząd: †litopterny (Litopterna)